# Barton County (Kansas)
Barton County je okres ve státě Kansas v USA. K roku 2010 zde žilo 27 674 obyvatel. Správním městem okresu je Great Bend. Celková rozloha okresu činí 2 332 km².

## Sousední okresy
| Růžice kompasu |               | Russell County         | Ellsworth County | Růžice kompasu |
| Růžice kompasu | Rush County   | Sever                  |                  | Růžice kompasu |
| Růžice kompasu | Rush County   | Barton County (Kansas) |                  | Růžice kompasu |
| Růžice kompasu | Rush County   | Jih                    |                  | Růžice kompasu |
| Růžice kompasu | Pawnee County | Stafford County        | Rice County      | Růžice kompasu |